# Željko Kovačević
Željko Kovačević (Čačak, 1981. október 30. –) szerb labdarúgó, jelenleg a Nyíregyháza Spartacus játékosa.

## Pályafutása
A Borac Cacak-nál kezdte a pályafutását a szerb óriás. Később több szerb és macedón csapatnál is megfordult. 2010. janbuárjában Magyarországra igazolt, a Nyíregyháza Spartacus együtteséhez. Február 28-án mutatkozott be a Szpariban tétmeccsen, ahol a Soproni Liga 16. fordulójában a Vasasnak ő lőtte a győztes találatot. Ebben a szezonban a Szpari elbúcsúzott az elsőosztálytól, de ő maradt csapattal a másodosztályban is, ahol Sabin-Cosmin Goiával az osztály legjobb belsővédő párosát alkották.